# Pilis-kutatás
A Pilis-kutatás a Pilissel kapcsolatos történelmi bizonytalanságokkal kapcsolatos kutatások és viták összefoglaló elnevezése, amely tágabb értelemben a magyar őstörténetet is érinti. A magukat „Pilis-kutatóknak” nevezők tagadják a történettudományi konszenzust a középkori magyar királyság földrajzi elhelyezkedése és közigazgatási berendezkedése kapcsán.

## A probléma gyökere

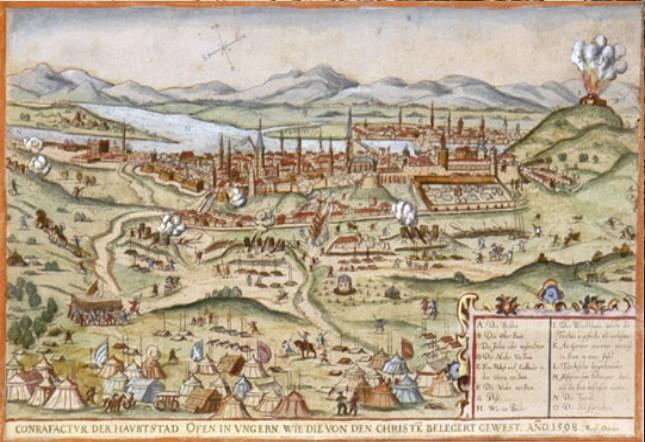
Johann Siebmacher metszete Budáról, 1598

A probléma lényege, hogy számos magyar város elnevezése és egykori elhelyezkedése bizonytalan Egyesek szerint a középkori magyar királyság szakrális és politikai központja is a Pilis-hegységben volt, különféle uradalmi központokban. Ezek voltak a középkori Esztergom, Fehérvár, Veszprém, Visegrád, Pest, illetve a királyi vár színhelye, az (ős) Buda. Szerintük a középkori központ a Dunakanyar jól védhető és erdővel borított tájain helyezkedett el, nem pedig Nyugat-Magyarországon elszórtan.

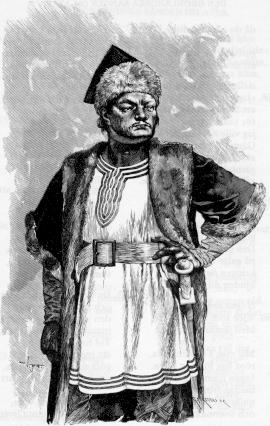
Atilla hun király – Fredrik Sander illusztrációja a Verses Edda 1893-as svéd kiadásából

## A Pilis mint szakrális központ
A Pilis nevének eredete is bizonytalan, a kutatók szerint azonban ősi, szakrális központ lehetett, egyben a Visegrádi-hegységgel.

### Vitatott területek
Különösen három terület kelti fel a figyelmüket: a Holdvilág-árok, a Rám-szakadék és a Dobogó-kő. A nevek eredete itt is bizonytalan, a hegyek alakja, szerkezete és bizonyos, a környéken talált jelek, leletek szerintük arra engednek következtetni, hogy a terület királyi központ lehetett.

## A „Pilis-kutatók” által vitatott városok

### Buda
Ős-Buda helye a Pilis-kutatók szerint nem a jelenlegi budai vár, hanem a mai Csobánka környékén lehetett, és a mostaninál sokkal nagyobb volt. Állításaikat egykori rézkarcokkal próbálják igazolni. Állatásiak szerint a mai Buda nem azonos a régivel, amely Attila király központja volt, és inkább a mai Óbuda, illetve az attól északra elterülő hegyes vidék lehetett a helyszíne.

### Pest
Pest neve talán szláv eredetű, ám nem kizárt, hogy szintén a Dunára utaló "víz" szóval lehet kapcsolatos, mindenesetre kapcsolata a régi Budával bizonytalan.

### Fehérvár
A mai Székesfehérvár az ún. „Pilis-kutatók” szerint nem felel meg a középkori leírásoknak, mivel szerintük a metszetek alapján víz vette körül. A Pilis-kutatók szerint logikátlan, hogy a királyi koronázás ilyen messzire essen az uralkodói központtól (Esztergom), illetve szerintük Székesfehérvár földrajzi adottságai sem felelnek meg ennek.

### Veszprém
Veszprémmel kapcsolatban szintén kérdőjelek vannak az ún. „Pilis-kutatókban”. A város nevének eredete a mai napig tisztázatlan, illetve az ún. „Pilis-kutatók” szerint valószínűtlen, hogy a királyné ilyen messze lakott volna az uralkodótól. Közülük egyesek szerint az ősi Veszprém is a Duna partján terült el.

### Visegrád
Visegrád neve szintén bizonytalan az ún. „Pilis-kutatók” szerint, van, aki közülük a "víz"-szóval kapcsolja össze.

### Esztergom
Esztergom neve és eredte szintén találgatásokra adott okot, különösen az úgynevezett oroszlános szentély kapcsán. A székesegyházban és másutt is, illetve a város neve valamiféle közel-keleti eredetet sejtet, amiben a PIlis-kutatók az ősi Mezopotámiát vélik felfedezni, melynek neve szerintük Ister-Gam volt, a keleti Istar istenségre utalván.

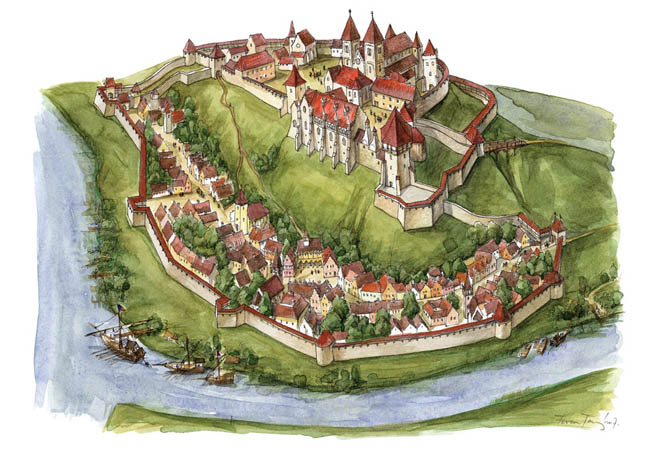
Az esztergomi vár rekonstruált ábrázolása

## Régészeti kutatások, feltárások
Az ún. „Pilis-kutatás” közel évszázados múltra tekinthet vissza. A történettudomány az állításaikat elutasítja. Az egykori legjelentősebb Pilis-kutató Sashegyi Sándor volt, de többek között Herceg Ferenc is publikált a téma kapcsán. Azóta számos, főként amatőr kutató foglalkozott a problémával, többek közt Bradák Károly, illetve Szörényi Levente zenész, akinek édesapja is végzett a területen kutatásokat.